# Nathan Evans
Nathan Evans (nascut el 19 de desembre de 1994) és un cantant d'Airdrie, Escòcia, conegut per cantar balades marineres. Evans va guanyar fama per primera vegada el 2020 publicant vídeos d'ell mateix cantant al servei de xarxes socials TikTok. El 2021, va llançar una versió de la cançó popular "Wellerman " que va assolir el cim de la llista de singles del Regne Unit i també va arribar a diversos països.

## Biografia
Abans de llançar la seva carrera musical, Evans era treballador de correus al Royal Mail, a Airdrie, prop de Glasgow. Va estudiar a Caldervale High School i té un títol universitari en disseny web.

## Carrera musical
Evans havia estat publicant actuacions de cançons pop i folk a TikTok abans de començar a publicar balades marineres, un tipus de cançó que es pensava que va sorgir a Nova Zelanda. Va publicar la seva primera tradicional marinera, "Leave Her Johnny", a TikTok el juliol del 2020. En els mesos següents, els espectadors dels seus vídeos van continuar demanant més peces, la qual cosa va portar Evans a publicar vídeos d'ell mateix cantant "The Scotsman" i la cançó marinera de Nova Zelanda del segle xix "Wellerman" el desembre de 2020.
"Wellerman", que ja era molt conegut a l'aplicació a causa de la popularitat de la seva versió de la cançó, va guanyar ràpidament visualitzacions a TikTok, inspirant a molts altres a gravar més balades, fer duets i remesclar la cançó, incloses les interpretacions del compositor. Andrew Lloyd Webber, els còmics Jimmy Fallon i Stephen Colbert, el guitarrista Brian May i l'empresari Elon Musk. Al gener de 2021, "Wellerman" tenia vuit milions de visualitzacions a TikTok i el 29 de maig, Evans tenia 1,3 milions de seguidors. La tendència de les cançons marineres (Sea Shanties en anglès) de l'aplicació s'ha anomenat "ShantyTok". A l'article de Rolling Stone sobre el seu èxit, Evans va citar la versió de la cançó de The Albany Shantymen com a inspiració.
El gener de 2021, Evans va signar un contracte de gravació de tres senzills amb Polydor Records, llançant la seva versió oficial de "Wellerman" el 22 de gener de 2021. Simultàniament es va publicar un remix de ball de la cançó creada amb els productors 220 Kid i el duo Billen Ted. Evans té previst llançar un EP de cinc cançons de sea shanties. La seva creixent carrera musical el va portar a deixar la seva feina com a treballador de correus. El febrer de 2021, va signar contracte amb l'United Talent Agency. El maig del 2021, Evans va tocar el seu primer espectacle en directe. L'actuació va tenir lloc a Londres a bord d'un GoBoat elèctric al riu Tàmesi com a promoció de la nova ubicació de GoBoat a Canary Wharf.
Escrivint sobre la naturalesa de l'èxit d'Evans durant l'època de la pandèmia de la COVID-19, Amanda Petrusich va escriure a The New Yorker: "Sembla possible que després de gairebé un any de solitud i autodesterrament col·lectiu, i de restriccions aclaparadores de viatges i aventures, el chantey podria oferir una breu visió d'una manera de vida diferent i més emocionant, un món d'aire marí i pirates i grog".
El segon senzill d'Evans, "<i>Told You So</i>", va ser llançat el 25 de juny de 2021. Igual que amb "Wellerman", se'n van publicar dues versions: una versió folk-pop i un remix dance-pop de Digital Farm Animals. Evans va llançar el seu tercer senzill, "Ring Ding (A Scotsman's Story)", el 8 d'octubre de 2021.
L'abril de 2022, Evans va ajudar a donar a conèixer la història de Doctor Who Legend of the Sea Devils amb una adaptació de "Wellerman".

### Estil musical
Evans és un cantant i compositor, sovint utilitza múltiples cançons de la seva pròpia veu. S'acompanya amb guitarra i percussió. Canta en to de baríton.